# 昂热利
昂热利（法語：Angely）是法国勃艮第-弗朗什-孔泰大区约讷省的一个市镇，位于该省东南部，属于阿瓦隆区。该市镇2009年时的人口为158人。

## 人口
昂热利人口变化图示
| 数据来源：INSEE |